# Хилтон Хед Ајланд (Јужна Каролина)
Хилтон Хед Ајланд (енгл. Hilton Head Island) град је у америчкој савезној држави Јужна Каролина.

## Демографија
По попису из 2010. године број становника је 37.099, што је 3.237 (9,6%) становника више него 2000. године.
| Група             | 2000.          | 2010.          |
| Белци             | 26.752 (79,0%) | 27.888 (75,2%) |
| Афроамериканци    | 2.797 (8,3%)   | 2.766 (7,5%)   |
| Азијати           | 187 (0,6%)     | 339 (0,9%)     |
| Хиспаноамериканци | 3.886 (11,5%)  | 5.861 (15,8%)  |
| Укупно            | 33.862         | 37.099         |